# Suomen Kuvalehti
Suomen Kuvalehti (ordagrant översatt: Finlands bildtidskrift) är en  finländsk tidskrift som ges ut av Otavamedia Oy. 
Tidningen är landets äldsta finskspråkiga tidning i sin genre och den grundadades 1916. På Juhani Aho rekommendation blev den förste redaktören Matti Kivekäs. Suomen Kuvalehti hade föregångare med samma namn mellan 1873 och 1880 och på nytt under 1894. Tidningen utkommer en gång i veckan (fredagar) och hade 1998 en upplaga på omkring 95 300 exemplar. Den har stor betydelse som opinionsbildare..

## Redaktörer
- Matti Kivekäs 1916–18
- L. M. Viherjuuri 1918–36
- Ilmari Turja 1936–51
- Ensio Rislakk 1952–60
- Leo Tujunen 1961–74
- Jouko Tyyri 1974
- Mikko Pohtola 1974–86
- Pekka Hyvärinen 1987–92
- Martti Backman 1993–96
- Tapani Ruokanen 1996–2014
- Ville Pernaa 2014–